# خانه (فیلم ۱۹۷۷)
خانه (انگلیسی: House) فیلمی ژاپنی در ژانر کمدی ترسناک است که در سال ۱۹۷۷ منتشر شد.